# Амаравати (Сварга)
Амаравати — в индуистской мифологии — столица Сварги, царства Индры, царя богов не только в индийской традиции, но ещё и в буддийской и джайнистской. В центре Амаравати находится Вайджаянта, дворец Индры в индуизме и Шакры в буддизме.

## В индуизме
Небеса бога Индры - это мир богов и благочестивых, с небесными садами, называемыми Нандана Вана, где находятся священные деревья, такие как исполняющая желания Калпаврикша, Париджата и благоухающие цветы, такие как гибискусы, розы, гиацинты, фрезии, магнолии, гардении, жасмин и жимолость. Везде чувствуется запах миндаля. В ароматных рощах живут Апсары. Играет тихая музыка.
У Индры также есть небесный зал для собраний в Амаравати, известный как Пушкара-Малини, построенный самим Индрой.
Колонны Амаравати сделаны из бриллиантов, а мебель сделана из чистого золота. Дворцы Амаравати также сделаны из золота. Приятный ветерок разносит аромат роз. Амаравати была построена Вишвакарманом, архитектором богов, в некоторых версиях сыном Брахмы, иногда изображаемым как сын Кашьяпы. Хотя, согласно более ранней легенде, Тваштар, которого многие отождествляют с Вишвакарманом, был убит Индрой за создание Вритры, данава, который был воплощением засухи, противоположностью самому Индре). Жителей Амаравати развлекаются музыкой, танцами и всевозможными праздниками.

## В буддизме
В буддизме Амаравати также выступает городом Индры, называемого в буддизме Шукрой.
Согласно буддизму зал аудиенций Амаравати вмещает тридцать три небожителя —  Трайастрихшу, а также сорок восемь тысяч риши и множество слуг.